# ファントムペイン (ガンダムシリーズ)
ファントムペイン (Phantom Pain) は、アニメ『機動戦士ガンダムSEED DESTINY』および『機動戦士ガンダムSEED C.E.73 STARGAZER』に登場する架空の特殊部隊。

## 概要
地球連合軍所属部隊としての正式名称は第81独立機動群。秘密結社「ロゴス」に所属する非正規特殊部隊である。また、地球連合軍内においてロゴスが直接その意思を反映するべく設立した私兵集団でもある。
創隊時期は明確でない。ロゴスは地球連合軍の中枢をコントロールしていたが、より意のままに任務を遂行できる精鋭部隊が必要となったため、創設された。表向きはブルーコスモスが管理していることになっているが、地球連合の批准している条約を彼らは批准しておらず、ユニウス条約で保有が禁じられた兵器も自由に装備する。ロゴスの資金を後ろ盾としているため、一般部隊よりも先進的な武器を揃えることが可能であり、他隊から資材や人材などを自由に引き抜けるほどの権限および優先指揮権も与えられている。また、ロゴスが出資して作り上げた兵器や人員を投入している。
出自が非公然であるため、当然のことながらファントムペイン独自の制服は無いが、ネオ・ロアノークは黒を基調とした制服を着用している。スティング・オークレー、アウル・ニーダ、ステラ・ルーシェ、ミューディー・ホルクロフトは、地球連合軍の士官候補生の青（男子用）もしくはピンク（女子用）の制服をベースに改造したものを着用していた。
なお、「ファントムペイン」は英和意訳すると「見えざる痛み」、医学用語としては幻肢痛の意味を持つ単語である。

## 構成員
兵士の多くは孤児をブルーコスモス関連施設で引き取り、洗脳教育した人員で賄っている。また、組織の傾向からブルーコスモス派の将兵も多数在籍する。また、記憶の書き換えによって洗脳した人員（ネオなど）も導入されている。
『機動戦士ガンダムSEED C.E.73 Δ ASTRAY』では、ジブリールをはじめ命令を与えるロゴス・ブルーコスモス派が壊滅した後も、受けた命令をそのまま守っていた兵士もいる。

### 兵士強化策
ファントムペインやブルーコスモス傘下の部隊では、兵士を人為的に強化する策が複数行われ、競合されていた。薬物強化によるブーステッドマンや精神操作によるエクステンデットなども、その一つである。
その他の強化策が施された兵士として、スウェン・カル・バヤンのようなエースパイロットも挙げられる。この場合は薬物投与や刷り込みによる洗脳教育は施されているものの、ブーステッドマンやエクステンデットほど人体に負担をかける強化はなされていない。

## 部隊構成
ロアノーク隊
- 特殊戦闘艦ガーティー・ルー
- 地上戦艦ボナパルト
- TS-MA4F エグザス
- GAT-02L2 ダガーL
- GAT-02L2 ダークダガーL
- GAT-04 ウィンダム（ネオ・ロアノーク専用機）
- GAT-04 ウィンダム
- GFAS-X1 デストロイ
- ZGMF-X24S(RGX-01) カオス
- ZGMF-X31S(RGX-02) アビス
- ZGMF-X88S(RGX-03) ガイア

ホアキン隊
- 特殊戦闘艦ナナバルク
- 地上戦艦ボナパルト
- GAT-01A2R スローターダガー
- GAT-X1022 ブルデュエル
- GAT-X103AP ヴェルデバスター
- GAT-X105E ストライクノワール

マーシャン討伐隊（仮称）
- GAT-X207SR ネロブリッツ
- GAT-X303AA ロッソイージス

## 劇中での動向
機動戦士ガンダムSEED DESTINY
指揮官ネオ・ロアノーク大佐（元ムウ・ラ・フラガ少佐）以下、アウル・ニーダ、スティング・オークレー、ステラ・ルーシェの3名が登場。プラントの軍事工廠「アーモリーワン」でのセカンドステージシリーズの強奪を遂行し、以後は強奪した機体を中心にしての作戦行動をとる。しかし、ベルリン戦までにアウル、ステラの2名が戦死し、スティングはMIA（戦闘中行方不明）となり、ネオはアークエンジェルに捕縛される。スティングは生還したが、ヘブンズベース攻防戦に動員された際に戦死し、ネオはオペレーション・フューリーの折に解放されたものの自らの意志でアークエンジェルへ舞い戻り、後にオーブ軍の軍籍を取得したことから、隊は事実上壊滅状態となった。
機動戦士ガンダムSEED C.E.73 STARGAZER
ホアキン中佐が指揮する部隊が登場。（ブルーコスモス管轄と推測される）訓練施設出身者であるスウェン・カル・バヤン、ミューディー・ホルクロフト、シャムス・コーザら主な構成員が実戦参加するが、ミューディーはボナパルトでのデストロイ輸送中に戦死し、シャムスはD.S.S.D施設占拠作戦時にシビリアンアストレイによる猛攻で戦死し、ホアキンが座乗するナナバルクは同作戦時にアポロンAのレーザー攻撃を受けて消滅したことから、隊は事実上壊滅した。
なお、スウェンはセレーネ・マクグリフの搭乗するスターゲイザーとの交戦中にMIAとなるが、漫画版では生還しており、その後にD.S.S.Dへ参加している。